# San Miguel Yotao (kommun)
San Miguel Yotao är en kommun i Mexiko.   Den ligger i delstaten Oaxaca, i den sydöstra delen av landet, 400 km sydost om huvudstaden Mexico City.
Följande samhällen finns i San Miguel Yotao:
- San Miguel Yotao